# Anas melleri
Il germano di Meller o anatra del Meller (Anas melleri Sclater, 1865) è un uccello della famiglia degli Anatidi, endemico del Madagascar.

## Descrizione
Questi uccelli non presentano dimorfismo sessuale, il piumaggio è marrone chiazzato e nell'aspetto assomigliano abbastanza ad una femmina di germano reale (Anas platyrhynchos), tuttavia, in contrasto con la maggior parte delle altre specie di germani, difettano del tipico sopracciglio. Le penne remiganti presentano uno specchio color verde bordato di bianco. Le zampe sono color arancione, il becco è di color verde oliva.

## Riproduzione
Il germano di Meller in Madagascar si riproduce durante la maggior parte dell'anno tranne nel periodo maggio-giugno; invece la popolazione che vive sull'isola di Mauritius si riproduce in ottobre ed in novembre.
Durante la stagione riproduttiva diventa ferocemente territoriale, le coppie restano insieme fino a quando i piccoli non diventano indipendenti.

## Sistematica
La somiglianza con la femmina di germano reale, in passato ha portato gli studiosi ad avanzare una stretta parentela con quella specie, questo sulla base della teoria dell'ibridazione quasi-forzata in circostanze non naturali (Konrad Lorenz 1941), è persino stato supposto che potesse essere una semplice mutazione di piumaggio (privo di abito nuziale) del germano reale (Paul Johnsgard 1965).
Al giorno d'oggi, è invece considerata come una delle specie più distinte nel gruppo dei germani, basato sui confronti mitocondriali del DNA, il parente più stretto è apparentemente il germano beccogiallo (Anas undulata), un'altra specie divergente dal clade dei germani; rimangono tuttavia ancora oscuri gli esatti rapporti di parentela genetica tra il germano di Meller e il germano beccogiallo.

## Conservazione
Questa specie è classificata come in pericolo (Endangered) dalla IUCN. Le zone umide del Lago Alaotra, dove storicamente risiede la più grande popolazione di queste anatre, sono state modificate nel corso del ventesimo secolo per opera dell'uomo; il germano di Meller assieme ad altri uccelli acquatici hanno risentito pesantemente della distruzione del proprio habitat, ciò ha comportato una netta diminuzione del numero degli individui.
La conservazione di questa specie è stata inoltre a lungo impedita dal fatto (completamente errato) che venisse considerata come una semplice variante di germano reale perciò non ha meritato interesse speciale (Young & Rhymer 1998). Per la colorazione del piumaggio poco originale e le sue abitudini territoriali, questa specie non è molto popolare nemmeno fra gli avicoltori, anche se riesce a riprodursi prontamente in cattività come la maggior parte delle anatre a patto che disponga di abbastanza spazio e di un buon habitat.